# Бутово (Польща)
Бутово (пол. Butowo, нім. Bauthen) — село в Польщі, у гміні Кіселиці Ілавського повіту Вармінсько-Мазурського воєводства.
Населення — 224 особи (2011).
У 1975-1998 роках село належало до Ельблонзького воєводства.

## Демографія
Демографічна структура станом на 31 березня 2011 року:
|          | Загалом | Допрацездатний вік | Працездатний вік | Постпрацездатний вік |
| -------- | ------- | ------------------ | ---------------- | -------------------- |
| Чоловіки | 114     | 27                 | 79               | 8                    |
| Жінки    | 110     | 27                 | 64               | 19                   |
| Разом    | 224     | 54                 | 143              | 27                   |